# Opnameleider
Een opnameleider is een functie uit de film- en televisie-industrie en is de schakel tussen de afdelingen productie en regie.
Zijn taak bestaat bij filmopnames er uit om een planning te maken van de opnames van de film, welke shots, hoe laat en waar. Hij is ook verantwoordelijk voor het reilen en zeilen op de set.
Vaak is de First AD (First Assistant Director, ook wel eerste regieassistent genoemd) ook de opnameleider afhankelijk van de grootte van een set.
Bij televisie is de functie, behalve bij drama en komedie, meer van toepassing op het moment van opname en/of live uitzending. Hij of zij controleert de gebeurtenissen op de studiovloer.